# Surat
Surat là một thành phố cảng phía Tây Ấn Độ, ở bang Gujarat, bên Vịnh Khambhat, gần cửa sông Tapi. Thành phố là một trung tâm sản xuất thảm, hàng dệt, vàng và bạc trang sức, xà phòng và giấy. Dưới các hoàng đế Mughal của thế kỷ 16 và thế kỷ 17, Surat đã là một hải cảng và trung tâm thương mại của Ấn Độ. Thành phố vẫn phát triển cho đến thế kỷ 19, khi các hoạt động thương mại được chuyển qua Mumbai, nơi có cảng tốt hơn. Năm 1612, nhà máy của Anh đầu tiên ở Ấn Độ đã được lập ở Surat bởi Công ty Đông Ấn; đến năm 1687, thành phố là thủ đô của chính quyền Anh ở Ấn Độ. Năm 1796, dân số đã lên đến 800.000 người. Sau đó Surat sụt giảm tầm quan trọng và có giai đoạn hồi sinh từ cuối thế kỷ 19. Dân số năm 2005 là 4,5 triệu người. Diện tích: 200 km².

## Khí hậu
| Dữ liệu khí hậu của Surat, Gujarat     | Dữ liệu khí hậu của Surat, Gujarat | Dữ liệu khí hậu của Surat, Gujarat | Dữ liệu khí hậu của Surat, Gujarat | Dữ liệu khí hậu của Surat, Gujarat | Dữ liệu khí hậu của Surat, Gujarat | Dữ liệu khí hậu của Surat, Gujarat | Dữ liệu khí hậu của Surat, Gujarat | Dữ liệu khí hậu của Surat, Gujarat | Dữ liệu khí hậu của Surat, Gujarat | Dữ liệu khí hậu của Surat, Gujarat | Dữ liệu khí hậu của Surat, Gujarat | Dữ liệu khí hậu của Surat, Gujarat | Dữ liệu khí hậu của Surat, Gujarat |
| Tháng                                  | 1                                  | 2                                  | 3                                  | 4                                  | 5                                  | 6                                  | 7                                  | 8                                  | 9                                  | 10                                 | 11                                 | 12                                 | Năm                                |
| -------------------------------------- | ---------------------------------- | ---------------------------------- | ---------------------------------- | ---------------------------------- | ---------------------------------- | ---------------------------------- | ---------------------------------- | ---------------------------------- | ---------------------------------- | ---------------------------------- | ---------------------------------- | ---------------------------------- | ---------------------------------- |
| Cao kỉ lục °C (°F)                     | 38.3 (100.9)                       | 41.7 (107.1)                       | 44.0 (111.2)                       | 45.6 (114.1)                       | 45.6 (114.1)                       | 45.6 (114.1)                       | 38.9 (102.0)                       | 37.2 (99.0)                        | 41.1 (106.0)                       | 41.4 (106.5)                       | 39.4 (102.9)                       | 38.9 (102.0)                       | 45.6 (114.1)                       |
| Trung bình ngày tối đa °C (°F)         | 31.0 (87.8)                        | 32.3 (90.1)                        | 35.7 (96.3)                        | 37.0 (98.6)                        | 36.0 (96.8)                        | 34.0 (93.2)                        | 31.3 (88.3)                        | 30.8 (87.4)                        | 32.4 (90.3)                        | 35.4 (95.7)                        | 34.4 (93.9)                        | 32.1 (89.8)                        | 33.5 (92.3)                        |
| Tối thiểu trung bình ngày °C (°F)      | 15.0 (59.0)                        | 16.6 (61.9)                        | 20.8 (69.4)                        | 24.0 (75.2)                        | 26.3 (79.3)                        | 26.5 (79.7)                        | 25.5 (77.9)                        | 25.2 (77.4)                        | 24.9 (76.8)                        | 23.7 (74.7)                        | 19.9 (67.8)                        | 16.5 (61.7)                        | 22.1 (71.8)                        |
| Thấp kỉ lục °C (°F)                    | 4.4 (39.9)                         | 5.6 (42.1)                         | 8.9 (48.0)                         | 15.0 (59.0)                        | 19.4 (66.9)                        | 20.2 (68.4)                        | 19.9 (67.8)                        | 21.0 (69.8)                        | 20.6 (69.1)                        | 14.4 (57.9)                        | 10.6 (51.1)                        | 6.7 (44.1)                         | 4.4 (39.9)                         |
| Lượng mưa trung bình mm (inches)       | 1.5 (0.06)                         | 0.4 (0.02)                         | 0.0 (0.0)                          | 0.2 (0.01)                         | 2.3 (0.09)                         | 286.3 (11.27)                      | 436.5 (17.19)                      | 259.0 (10.20)                      | 159.6 (6.28)                       | 37.7 (1.48)                        | 10.5 (0.41)                        | 1.6 (0.06)                         | 1.195,5 (47.07)                    |
| Số ngày mưa trung bình                 | 0.2                                | 0.0                                | 0.0                                | 0.0                                | 0.2                                | 8.0                                | 14.3                               | 12.1                               | 7.1                                | 1.6                                | 0.6                                | 0.1                                | 44.2                               |
| Nguồn: India Meteorological Department |                                    |                                    |                                    |                                    |                                    |                                    |                                    |                                    |                                    |                                    |                                    |                                    |                                    |